# Franz Schwenzer
Franz Schwenzer (* 9. Oktober 1885 in Krefeld; † 21. Mai 1961 in Düsseldorf) war ein preußischer Landrat und deutscher Jurist.

## Leben
Der Katholik Franz Schwenzer war ein Sohn des Maschinenfabrikanten Gustav Schwenzer und dessen Ehefrau Maria, geborene Küsters. Nach dem Besuch des Görres-Gymnasiums in Düsseldorf und der 1906 abgelegten Reifeprüfung absolvierte er in Bonn, Münster, Straßburg und Berlin ein Studium der Rechtswissenschaften. Er war Mitglied der katholischen Studentenverbindungen KDStV Badenia (Straßburg) Frankfurt am Main (seit 1906) und KDStV Bavaria Bonn im CV. Nachdem er am 30. September 1909 am Oberlandesgericht Hamm sein Referendarexamen ablegt, wurde er ab dem 6. November 1909 als Gerichtsreferendar im Bezirk des Oberlandesgerichts Düsseldorf zugelassen. Nach dem Assessorexamen am 2. August 1914 wurde er als Gerichtsassessor beim Amtsgericht Krefeld übernommen. Anschließend nahm er bis 1916 als Kriegsfreiwilliger am Ersten Weltkrieg teil. Am 29. September 1916 promovierte Schwenzer in Münster mit seiner Schrift Studien über den Giroverkehr. Insbesondere: Die rechtliche Natur des Girovertrages und der Girozahlungen. Die Zahlungseinstellung und der Konkurs des Girokunden. Das Aufrechnungsrecht der Girobank zum Dr. iur.
Ab dem 1. November 1916 bis zum 15. Juni 1918 war Schwenzer Stadtassessor in Bergisch Gladbach, sowie im Anschluss daran Hilfsrichter an den Amtsgerichten in Dülken, Viersen, Rheydt, Grevenbroich und Wegberg. Ab dem 1. August 1918 war er als Syndikus in der Industrie tätig, seit dem 9. November 1920 war er zudem als Rechtsanwalt zugelassen. Ab Januar 1923 wurde Schwenzer als Probejustitiar bei der Regierung Düsseldorf beschäftigt und dort am 18. August 1923 zum Regierungsassessor ernannt, dem ab Mai 1924 eine Tätigkeit als Hilfsarbeiter beim Landratsamt Moers folgte. Im Dezember 1924 wurde Schwenzer dort vertretungsweise mit der Verwaltung des Amtes beauftragt.
Unter Ernennung zum Regierungsrat am 9. April 1925 bei der Regierung Düsseldorf tätig übernahm er am 3. März 1926 vertretungsweise die Verwaltung des Landratsamtes Landratsamtes Monschau. Am 25. Juni 1926 erhielt er dort zunächst kommissarisch die Ernennung zum Landrat, am 27. September 1926 folgte die definitive Ernennung. Nach der Machtergreifung am 24. April 1933 in den einstweiligen Ruhestand versetzt wurde Schwenzer dann am 2. Oktober 1933 als Regierungsrat zur Regierung Trier überwiesen. Nach der Beförderung zum Oberregierungsrat im Februar 1941 in Trier wurde er 1945 in den endgültigen Ruhestand versetzt.

## Familie
Franz Schwenzer heiratete am 8. Oktober 1919 in Krefeld Leonie Classen, Tochter des Commis Andreas Classen zu Krefeld und dessen Ehefrau Josefine, geborene Schleuter.